# انگلیسی شکسته (فیلم ۲۰۰۷)
نباید با فیلم نیوزلندی انگلیسی شکسته ۱۹۹۶ اشتباه گرفته شود.
انگلیسی دست و پا شکسته ۲۰۰۷ (به انگلیسی: Broken English) فیلمی است آمریکایی؛ در ژانر درام، رومانتیک به نویسندگی و کارگردانی زوئی آر. کاساوتیس، که در سال ۲۰۰۷ اکران گردید. این فیلم اولین کار بلند سینمایی زوئی آر. کاساوتیس است. از ستارگان فیلم می‌توان به پارکرپوزی، ملویل پوپائود، دریا د ماتیو، جاستین ثرو، تیم گونی، جنا رولندز که به ایفای نقش پرداخته‌اند، اشاره کرد.
زوئی آر. کاساوتیس برای این فیلم برنده جایزه هیئت داوران بهترین کارگردانی از جشنواره فیلم فیلادلفیا ۲۰۰۷ شده‌است. این فیلم نامزد دو جایزه ایندیپندنت اسپیریت برای بهترین نقش اول زن برای پارکر پوزی و بهترین فیلمنامه اول برای زوئی آر. کاساوتیس شد. همچنین این فیلم ۴ بار دیگر نیز کاندید دریافت جایزه از فستیوال‌های معتبر جهانی گردیده‌است.
انگلیسی شکسته اولین نمایش جهانی خود را در جشنواره فیلم ساندنس در ۲۰ ژانویه ۲۰۰۷ و اکران محدودی در سینماهای ایالات متحده در ۲۲ ژوئن ۲۰۰۷ داشت.

## داستان فیلم
«نورا وایلدر» دختری جوان، تنها و درونگراست؛ او ۶ سال مدیریت داخلی هتل «سولیوان هاوس» در نیویورک را به عهده دارد و پدرش را از دست داده‌است.
«اودری» تنها دوست نورا است که به واسطه گری نورا با «مارک» ازدواج کرده‌است. مشکل نورا نداشتن همنشین است و این لحاظ احساس ناامیدی در عشق را تجربه می‌کند و خود را بدشانس می‌داند.
روزی بازیگر لس آنجلسی معروف به نام «نیک گیبل» برای رزرو اتاق به هتل مراجعه می‌کند و نورا را برای شام دعوت می‌کند. نورا که هیجان زده‌است؛ موضوع را با خانواده مطرح می‌کند و همه از این موضوع استقبال می‌کنند. نورا به نیک به واسطه شهرتش اعتماد می‌کند و با او همبستر می‌شود؛ ولی متوجه می‌شود نیک با بازیگر دیگری به نام «سرینا هیل» روابط عاشقانه دارد. مارک مشکل نورا را در نداشتن دیدگاه و انتخاب‌های اشتباه می‌داند. از طرفی مادر نورا پسری به نام «چارلی رز» که فرزند دوست او است را به نورا معرفی می‌کند؛ ولی نورا در سینما متوجه می‌شود که چارلی هنوز عاشق دختری به نام «جنیفر» است؛ که با او بهم زده‌است و او هم با دیگری است. نورا می‌فهمد که اودری و مارک بچه دار نمی‌شوند و مارک این موضوع را گردن اودری می‌اندازد و اودری از این موضوع بسیار ناراحت است. «گلن» همکار نورا، او را به مهمانی دعوت می‌کند و نورا در برگشت از مهمانی با پسری به نام «جولیان» آشنا می‌شود. جولیان صدا بردار فیلم و فرانسوی است و به دنبال دوست دخترش که بازیگر است، برای کار به نیویورک آمده‌است ولی متوجه شده‌است که دوستش به او خیانت کرده‌است. نورا که دیگر نمی‌تواند به مردان اعتماد کند؛ درخواست بوسیدن و نزدیکی با جولیان را رد می‌کند. آنها با هم به رستوران و بار می‌روند و در حالی که نورا مست است او را به خانه می‌برد ولی جولیان که عاشق نورا شده‌است به او نزدیک نمی‌شود. فردای آن روز، نورا از اینکه با جولیان سکس نداشته‌است ولی به گفته جولیان به او خوش گذشته‌است؛ تعجب می‌کند و جولیان می‌گوید، به همین صورت او را دوست دارد. نورا اعتماد می‌کند و با جولیان که تعهدی در رابطه نمی‌بیند، می‌خوابد. نورا که عاشق شده‌است در رستوران و پس از فهمیدن اینکه جولیان باید به پاریس برگردد، دچار حمله عصبی می‌شود. جولیان از او درخواست می‌کند که نورا در مسافرت، همراهش شود. ولی نورا باز می‌ترسد و قبول نمی‌کند. نورا افسرده تر از گذشته و بی‌انگیزه کارش را در هتل رها می‌کند و پشیمان شده از تصمیم اشتباهش با اودری برای پیدا کردن جولیان با قبول دو بسته پستی از مارک، راهی پاریس می‌شوند. اودری بسته‌ای حاوی مقادیر زیادی اسکناس را به لارسون می‌رساند و لارسون که در تلاش است که با اودری سکس کند، او را به قهوه دعوت می‌کند. لارسون معتقد است در روابط زناشویی مسایلی است که باید در آن صادق بود ولی زن و شوهر می‌توانند مسایلی را هم مثل راز بین خودشان نگه دارند؛ و اینگونه اودری به نیک خیانت می‌کند و به نیویورک بر می‌گردد. نورا که شماره تلفن جولیان را گم کرده‌است، تا روز برگشت، بی هدف در پاریس به دنبال او می‌گردد و به صورت اتفاقی در مترو فرودگاه جولیان را می‌بیند و داستان عشق و سفرش را برای او تعریف می‌کند و بدین گونه از پرواز جا می‌ماند.
نورا در کافه ای در پاریس از «ژان پل کلرمونته» نصیحت حکیمانه ایی می‌شنود: این اصلاً اشتباه نیست که بخواهیم کسی ما را دوست داشته باشد، که تنها نباشیم؛ ولی برای خوشبختی باید عشق و خوشحالی را ابتدا در خودمان پیدا کنیم.